# Françoise Sagan
Françoise Quoirez, mer känd under författarnamnet Françoise Sagan (IPA: /sagɑ̃/), född 21 juni 1935 i Cajarc i Lot, död 24 september 2004 i Équemauville i Calvados, var en fransk dramatiker och roman-, novell- och manusförfattare.

## Biografi
Françoise Sagan växte upp i en välbärgad familj och kom att studera i Paris. Hon skrev över 40 romaner, novellsamlingar, pjäser och filmmanus. Mest känd är hon för sin debutroman Ett moln på min himmel (Bonjour tristesse, 1954), som hon skrev som 18-åring. Romanen filmatiserades 1958. Av speciellt svenskt intresse är pjäsen ”Luftslott i Sverige”. Sitt författarnamn valde hon efter en karaktär i Marcel Prousts romansvit På spaning efter den tid som flytt. 
Sagan avled 2004 av en blodpropp i lungan.

## Eftermäle
Ett moln på min himmel är översatt till 22 språk och har sålts i över 5 miljoner exemplar. 
2008 hade filmen Bonjour Sagan, som skildrar Françoise Sagans liv, premiär.